# Ugerevyen Danmark 19-20-26
|  | Denne artikel er oprettet af botten Steenthbot ud fra en ekstern database. Den kan derfor have sproglige fejl eller mangler. Denne skabelon kan fjernes efter kontrol af indholdet. |

Ugerevyen Danmark 19-20-26 er en dansk dokumentarisk optagelse fra 1918.

## Handling
1) Foran Børnenes Kontor under juleuddelingen. Også optagelser foran S. Johannessons butik, hvorfra der er juleuddeling. 2) Nordmanden der tåler kulde som isbjørne og sæler: Sigurd Johansens opvisning på Helgoland juledag. Han bliver bl.a. smidt i vandet lukket inde i en sæk, får serveret kaffe i bassinet, tænder cigar med fakler m.m. 3) Udsigt fra det ny Paladsteater over mod Tivoli, National Scala og Cirkusbygningen. 4) Brændselsnød: Alt må udnyttes! Militæret kører kvas hjem i en lang række af hestekøretøjer. 5) Den ny Strandvej ved Helgoland. 6) Kalkbrænderihavnen og Bådebyggerierne. Skibsvrag ligger i havnebassinerne. 7) Kendte københavnere. Berliner Nielsen købslår med håndslag. 8) Hestehandlere på Kvægtorvet købslår. 9) Sluseanlægget ved Kalvebod strand i Sydhavnen. 10) Det gamle Teknologisk Instituts skolelokaler. 11) Det ny Teknologisk Institut. 12) Blad- og avissælgere på Rådhuspladsen. 13) En kaffetår i 6 graders frost: En kaffevogn på Rådhuspladsen sælger varm kaffe for 10 øre pr. krus. 14) Nu synger skøjterne! Skøjteløb på den kommunale bane på Østerbro ved siden af Idrætsparken. 15) Skøjteløb på Peblingesøen. 16) Vikingernes kapsvømning på badeanstalten Helgoland ved Svanemøllen, nytårsdag 1918. 17) De sidste rester af gamle dages fastelavnsløjer. Børnene slår katten af tønden. 18) Efter afsløringen af mindetavlen for Københavns forsvar 1659. Honoratiores ses foran Christiansborg, og militærorkester marcherer gennem byen foran en deling soldater.